# بوستان گیاه‌شناسی و گل‌خانه فیپس

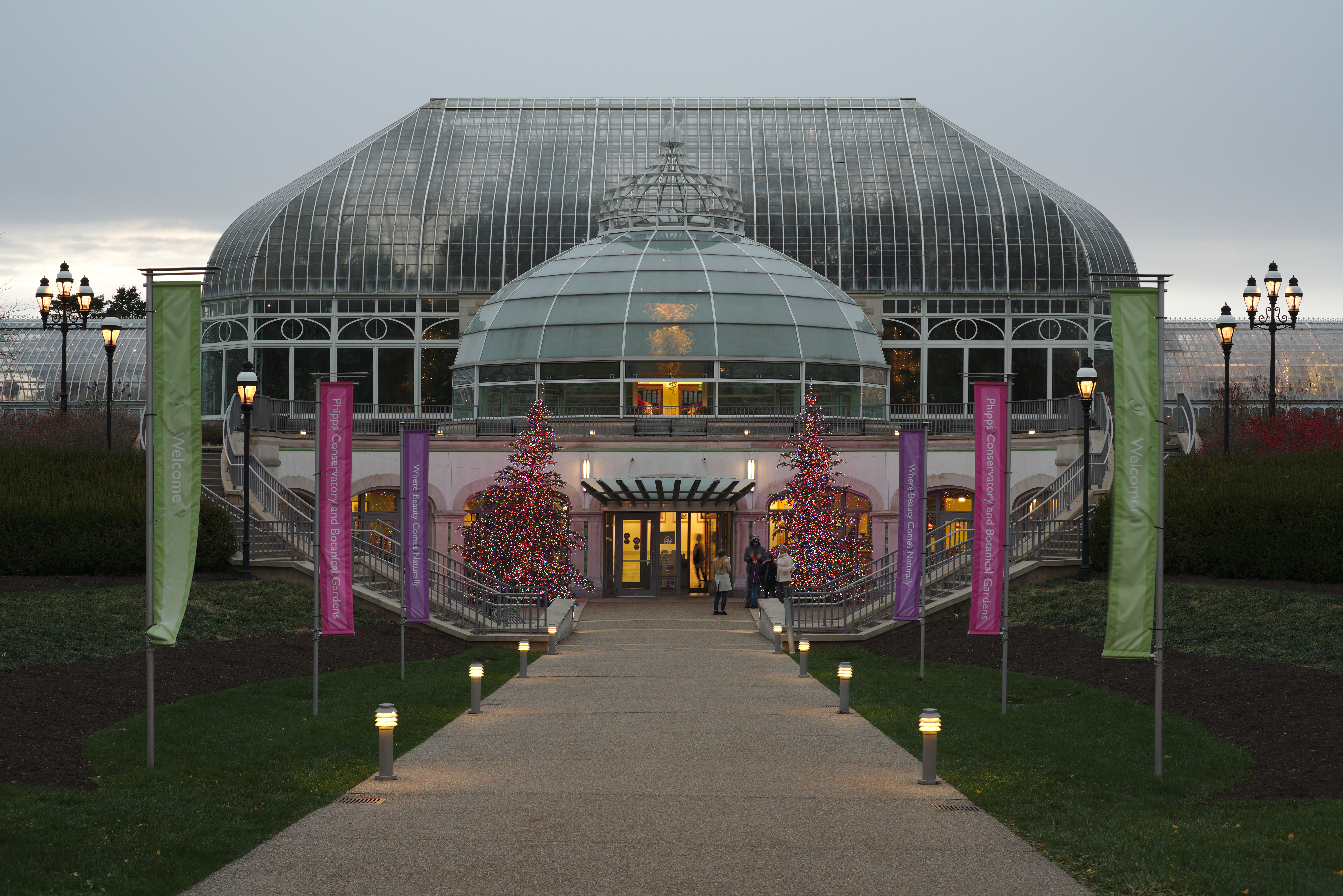
ورودی اصلی به بوستان گیاه‌شناسی و گُل‌خانهٔ فیپس

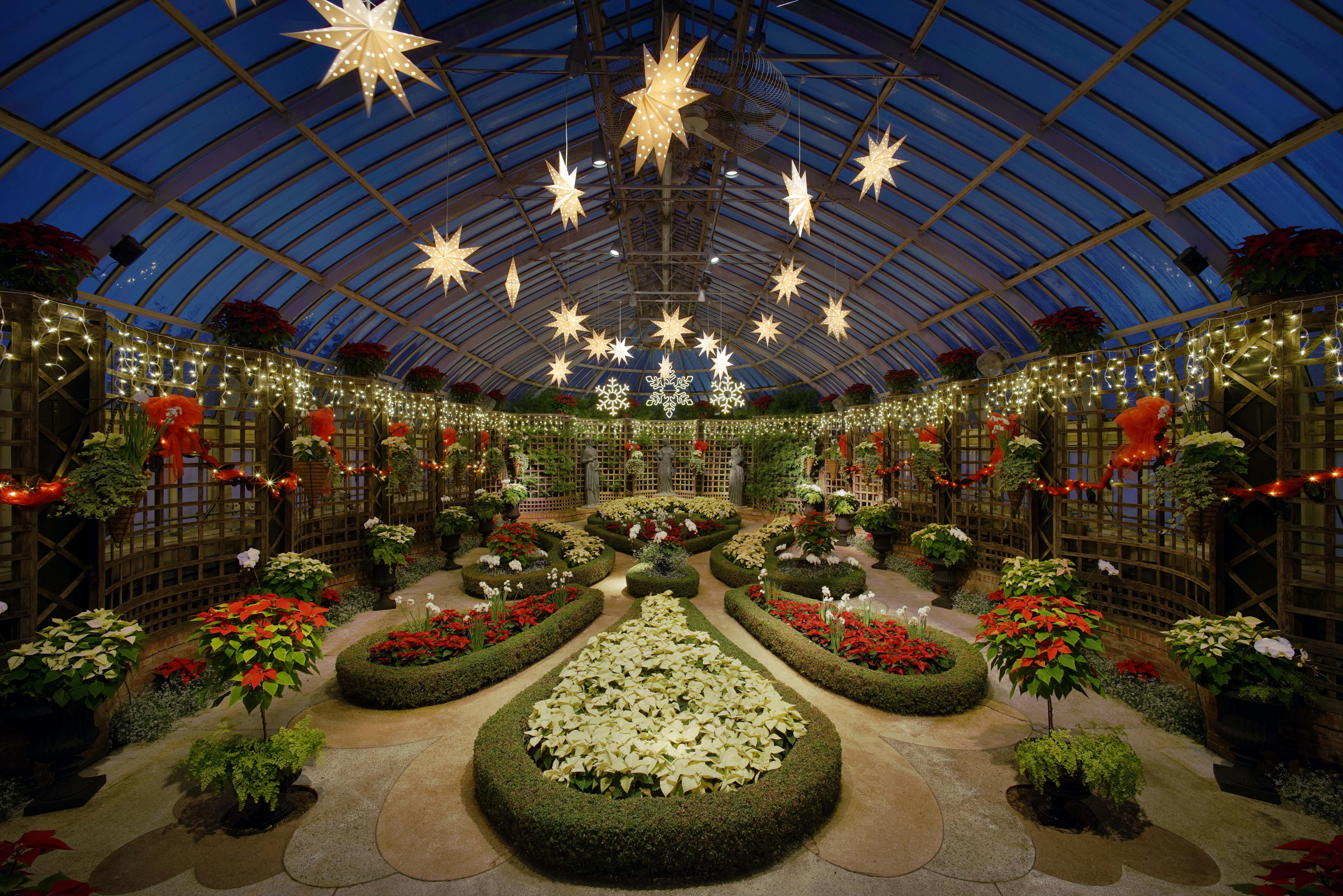
نمایی از یکی از گُل‌خانه‌های بوستان گیاه‌شناسی فیپس با دکور مربوط به ایام کریسمس.

بوستان گیاه‌شناسی و گُل‌خانهٔ فیپس (به انگلیسی: Phipps Conservatory and Botanical Gardens) نام یک بوستان عمومی گیاه‌شناسی در پارک شِن‌لی در شهر پیتسبرگ، پنسیلوانیا است. بوستان گیاه‌شناسی و گُل‌خانهٔ فیپس در فهرست ثبت ملی اماکن تاریخی ایالات متحده قرار دارد.
بوستان گیاه‌شناسی در سال ۱۸۹۳ با هزینهٔ هنری فیپس، سرمایه‌دار بزرگ آمریکایی و از مالکان کارخانه‌های فولاد کارنگی، در سبک معماری ویکتوریایی بنا گردید. او این باغ را به عنوان هدیه‌ای به مردم شهر پیتسبرگ اهدا کرد.